# Kallfjärden
Kallfjärden är ett marint naturreservat i Luleå och Piteå kommuner i Norrbottens län. 
Området är naturskyddat sedan 2005, inrättades som naturreservat 2018 och är 160 kvadratkilometer stort. Reservatet omfattar hav och arton öar och flera mindre skär och grund i norra delen av Pite skärgård. Öarna består av urskogsliknande granskog, björkskog och hällar.